# Theodore Alan Fulton
Theodore Alan Fulton (* um 1941 in Washington (Iowa)) ist ein  US-amerikanischer Festkörperphysiker.
Fulton studierte Physik an der University of Colorado in Boulder mit dem Bachelor-Abschluss 1961 und wurde 1966 an der Cornell University promoviert. Danach war er an den Bell Laboratories, wo er bis zum Distinguished Member of the Technical Staff aufstieg. Ab 1996 war er nur noch als Berater bei deren Nachfolger Lucent Technologies bzw. ab 2006 bei Alcatel-Lucent.
Bei Bell Laboratories befasste er sich zunächst mit Josephson-Kontakten. 1987 entwickelte er mit Gerald Dolan an den Bell Laboratories den ersten Einzelelektronentransistor.
In den 1990er Jahren befasste er sich unter anderem mit der Verwendung eines (auf dem Einzelelektrontransistor basierenden) Scanning-Electrometers, um Bilder im Nanometer-Bereich von Festkörperoberflächen zu erhalten, zum Beispiel in Verbindung mit Studien über den Quanten-Hall-Effekt.
2000 erhielt er den Oliver E. Buckley Condensed Matter Prize mit Gerald Dolan und Marc Aaron Kastner für Pionierleistungen zu Einelektroneneffekten in mesoskopischen Systemen.  Er ist Fellow der American Physical Society.